# حدسية مجموع القوى لأويلر
حدسية أويلر هي حدسية في الرياضيات بُرهن على خطئها، تتعلق بمبرهنة فيرما الأخيرة. وضعها أويلر عام 1769.